# Euphumosia discolor
Euphumosia discolor är en tvåvingeart som beskrevs av Torgerson och James 1967. Euphumosia discolor ingår i släktet Euphumosia och familjen spyflugor. Inga underarter finns listade i Catalogue of Life.